# Boim-Kapelle

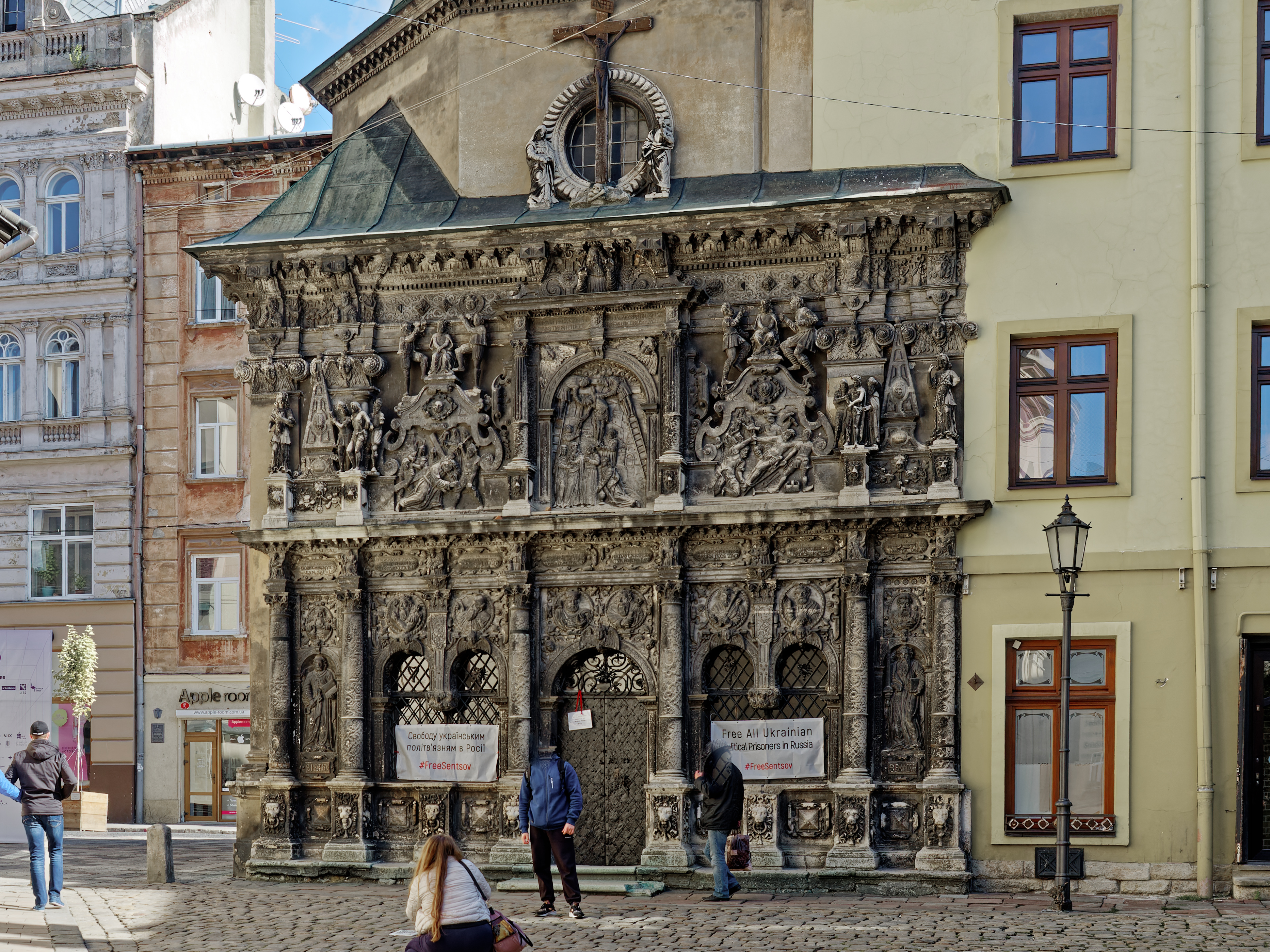
Kapelle der Familie Boim in Lemberg

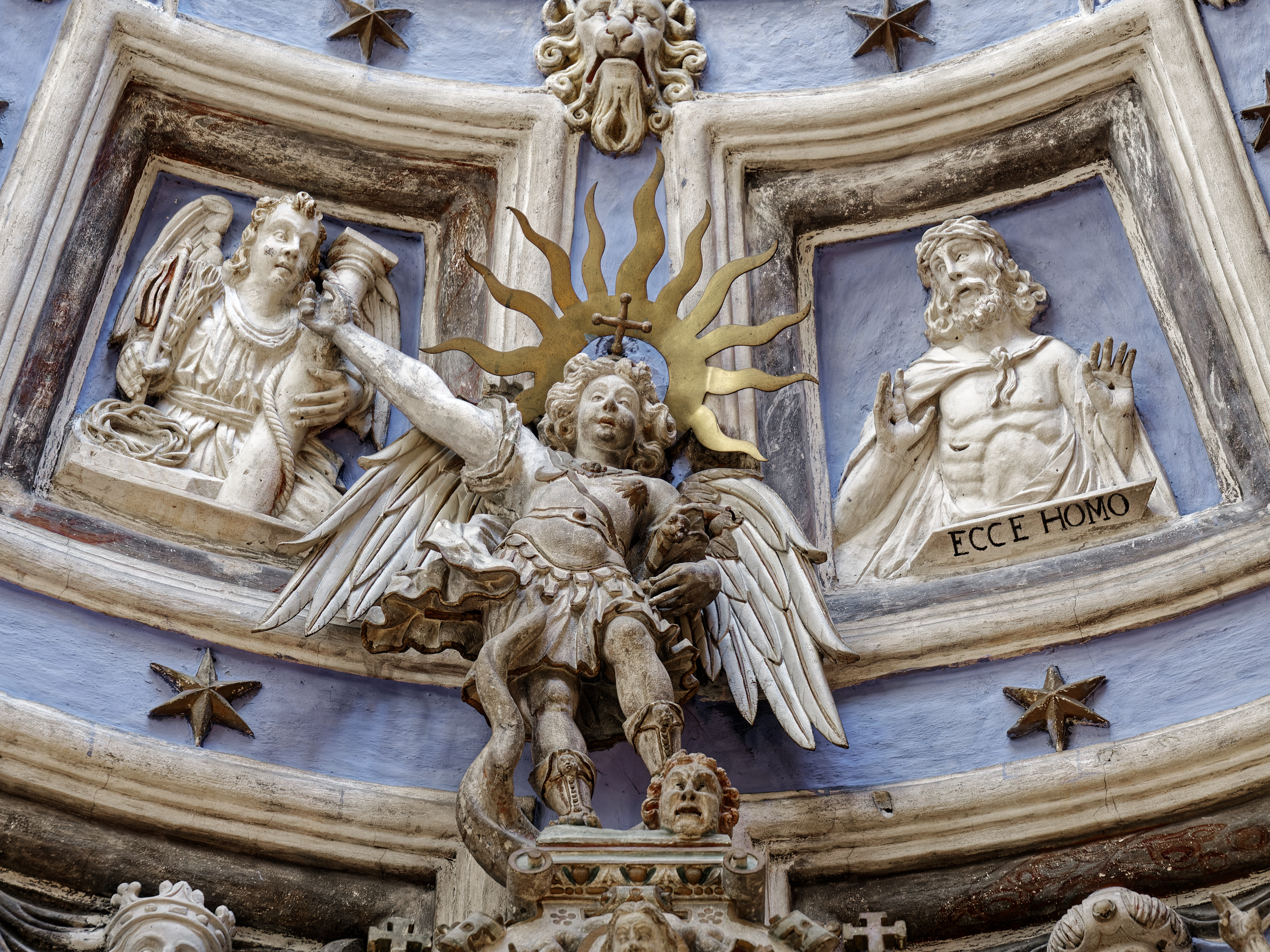
Inneres der Boim-Kapelle (1609–1615)

Die Boim-Kapelle (ukrainisch Каплиця Боїмів Kaplyzja Bojimiw, polnisch Kaplica Boimów), auch Getsemani-Kapelle genannt, ist eine 1609–1615 errichtete Renaissance-Kapelle in Lwiw, ursprünglich erbaut auf dem Friedhof der römisch-katholischen Kathedrale.

## Geschichte
Die Kapelle wurde vom aus Ungarn stammenden Georg (György) Boim, einem Kaufmann und Stadtrat von Lemberg, dem Sekretär des polnischen Königs Stephan Báthory, als Grabkapelle seiner Familie gestiftet.
Die Kapelle wurde 1609–1615 neben der römisch-katholischen Kathedrale auf dem Friedhofsgelände errichtet. Der Friedhof wurde im 18. Jahrhundert geschlossen.
Die Kapelle wurde von Andreas Bemer errichtet. Der Skulpturenschmuck ist ein Werk zweier Breslauer Bildhauer: Johann Scholz (* 1573 in Breslau; † vor 1642 in Brzeżany) und Johann (Hans) Pfister (* 5. August 1573 in Breslau; † 1642 in Lemberg). Die Kapelle wird stilistisch der Kunst der Spätrenaissance mit niederländischen Einflüssen zugeordnet.

## Beschreibung
Die Kapelle wurde auf einem quadratischen Grundriss errichtet. Sie ist von einer Kassettenkuppel auf einem Tambour mit Pendentifs gekrönt. Auf der Kuppel steht die Laterne mit einer Christusfigur als Schmerzensmann. Die Anordnung ähnelt der Sigismundkapelle von der Krakauer Wawel-Kathedrale. Die Kapelle wurde freistehend errichtet, erst im 19. Jahrhundert wurde von der südlichen Seite ein Mietshaus angebaut.
Auf der von fünf Pilastern geteilten Ostfassade befinden sich die Porträts von Georg Boim und seiner Gemahlin Jadwiga (Hedwig), gemalt 1617 von Giovanni Gianni.
Auf der Nordfassade befinden sich Fresken mit Darstellungen Christi und der Gottesmutter Maria. Auf der Seitenwand des achteckigen Tambours befindet sich ein Flachrelief mit dem St. Georg im Kampf mit dem Drachen. Diese Fassade wird Andreas Bemer zugeschrieben.
Die reich geschmückte Westfassade ist ein Werk von Johann Scholz. Sie ist mit sechs Säulen und zwei Gesimsen auf drei Stockwerke unterteilt. Das höchste Stockwerk zeigt die Szenen der Passionsgeschichte: Geißelung Jesu, Kreuzweg, Kreuzigung und Kreuzabnahme.
Die Ausschmückung des Innenraumes ist hauptsächlich ein Werk von Hans Pfister. Die Kassetten der Kuppel sind mit Skulpturen gefüllt. Die Altarwand ist in drei waagerechte Reihen aufgeteilt und reicht bis zur Kuppel. Die Skulpturen wurden meistens im örtlichen Kalkstein gemeißelt, höher wurde Stuck verwendet. Es gibt auch Fragmente im schwarzen Marmor und im weißen Alabaster. Das untere Gesims wird von Figuren der vier Propheten getragen. Die Türflügel sind mit Intarsien und dekorativen Beschlägen geschmückt.
Auf der Südwand befinden sich die Epitaphe, von Hans Pfister in Marmor und Alabaster erstellt.
Über der Eingangstür wurden die Porträts von Georg Boim und seines Sohnes Paul aufgehängt.
Die Kapelle wurde bis ins 18. Jahrhundert von der Familie Boim verwaltet, dann kam sie unter die Verwaltung der römisch-katholischen Kathedrale. 1945 wurde sie von den Sowjetbehörden geschlossen und verfiel wegen mangelnder Pflege. Seit 1969 bildet sie eine Abteilung der Lemberger Gemäldegalerie.

## Fotos

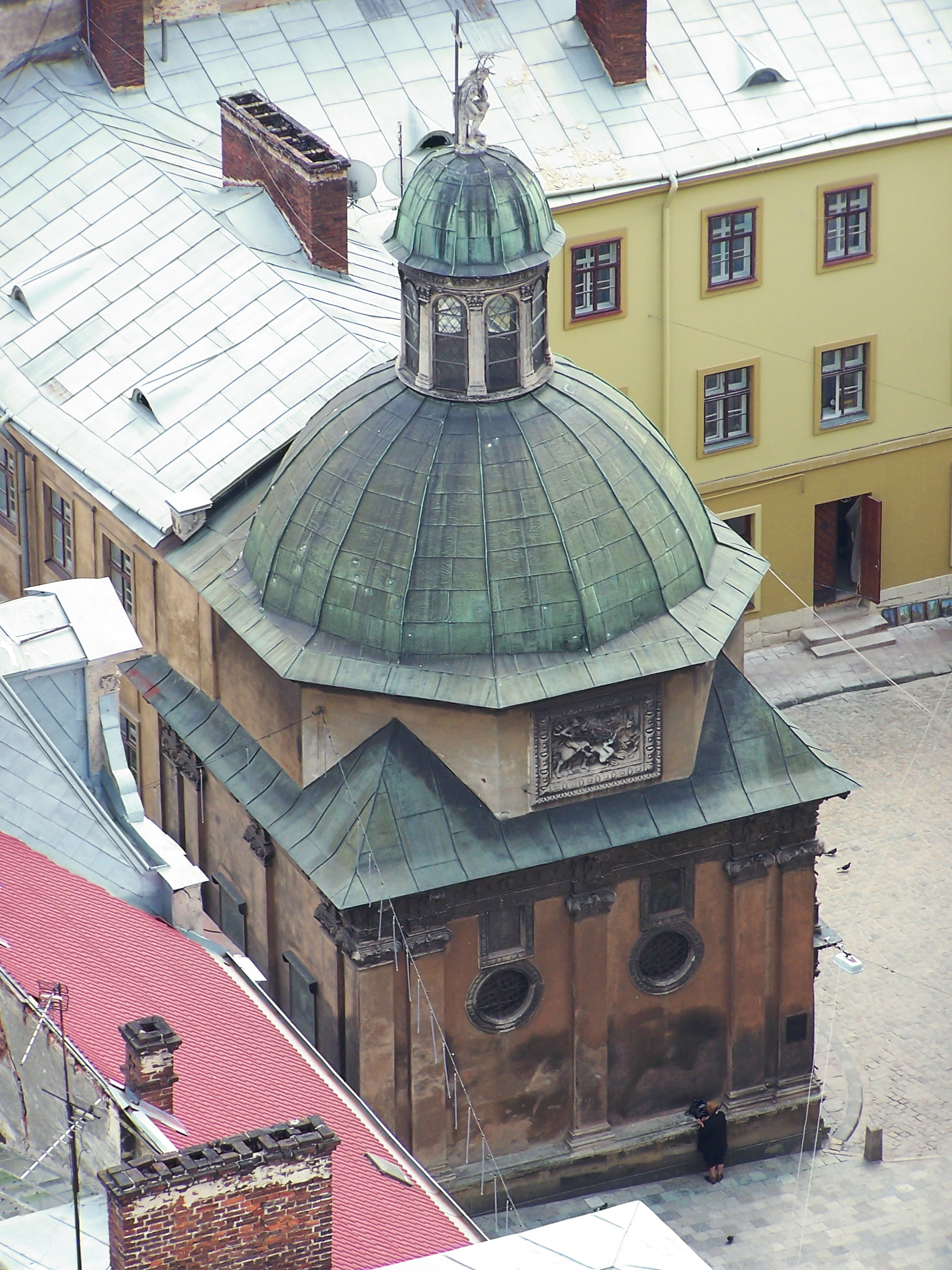
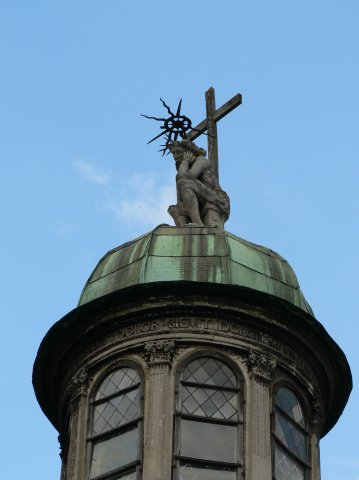
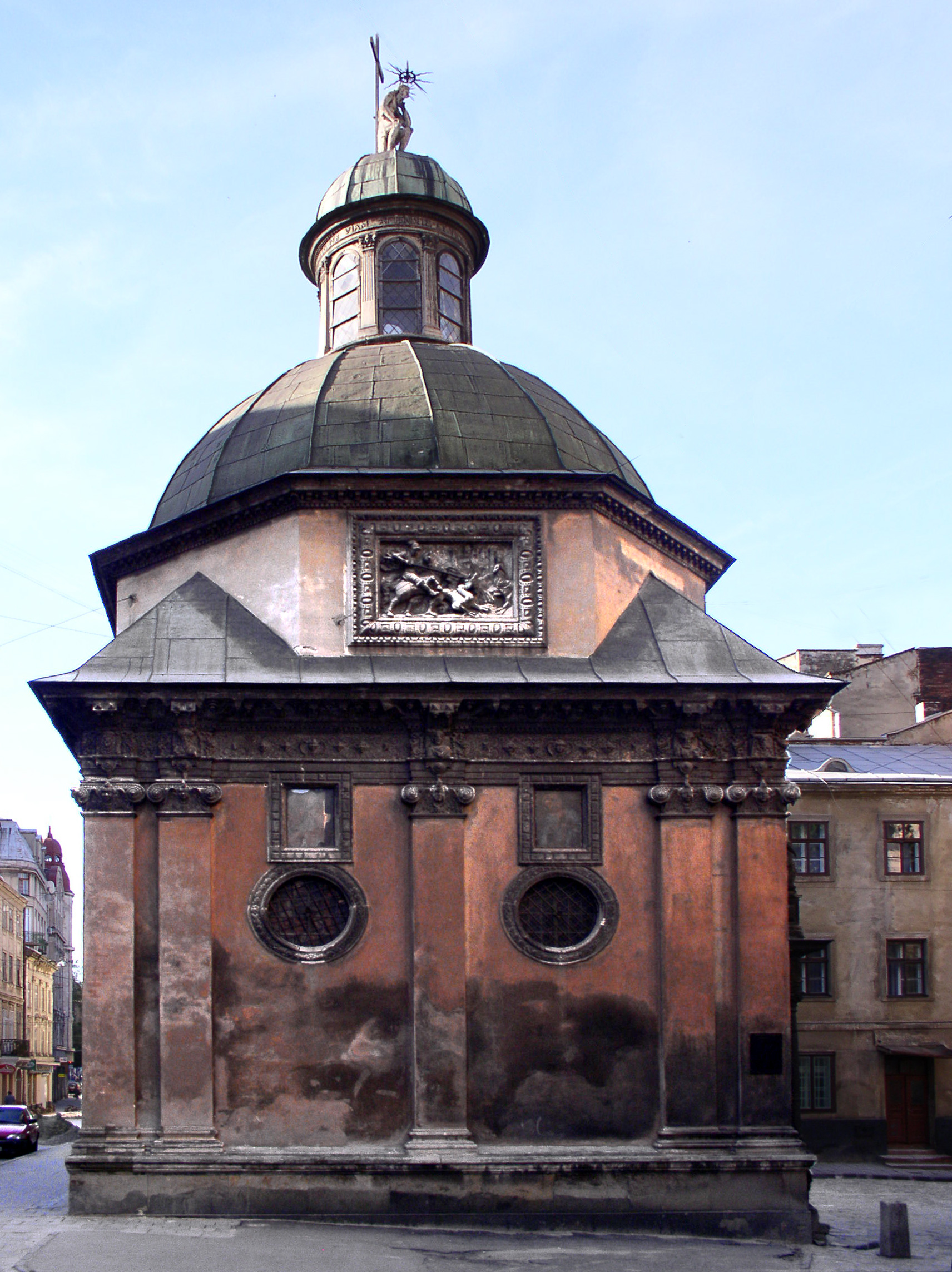
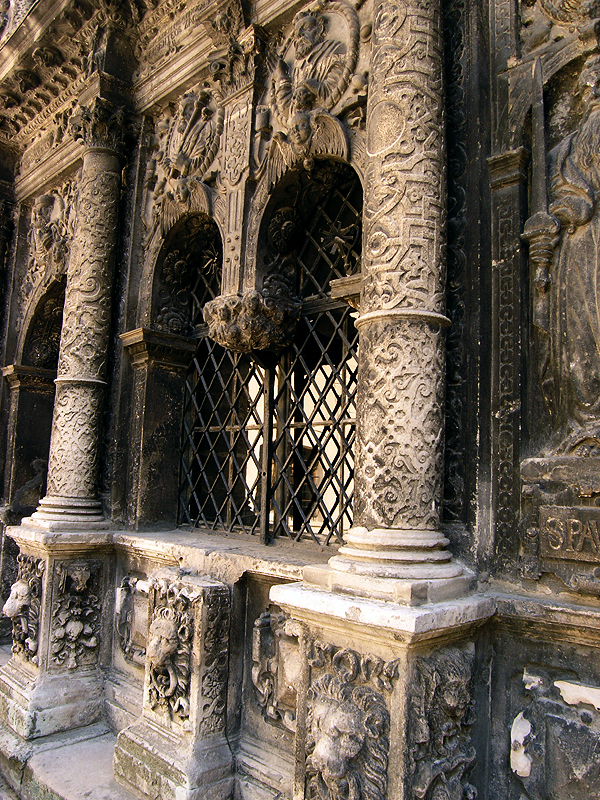
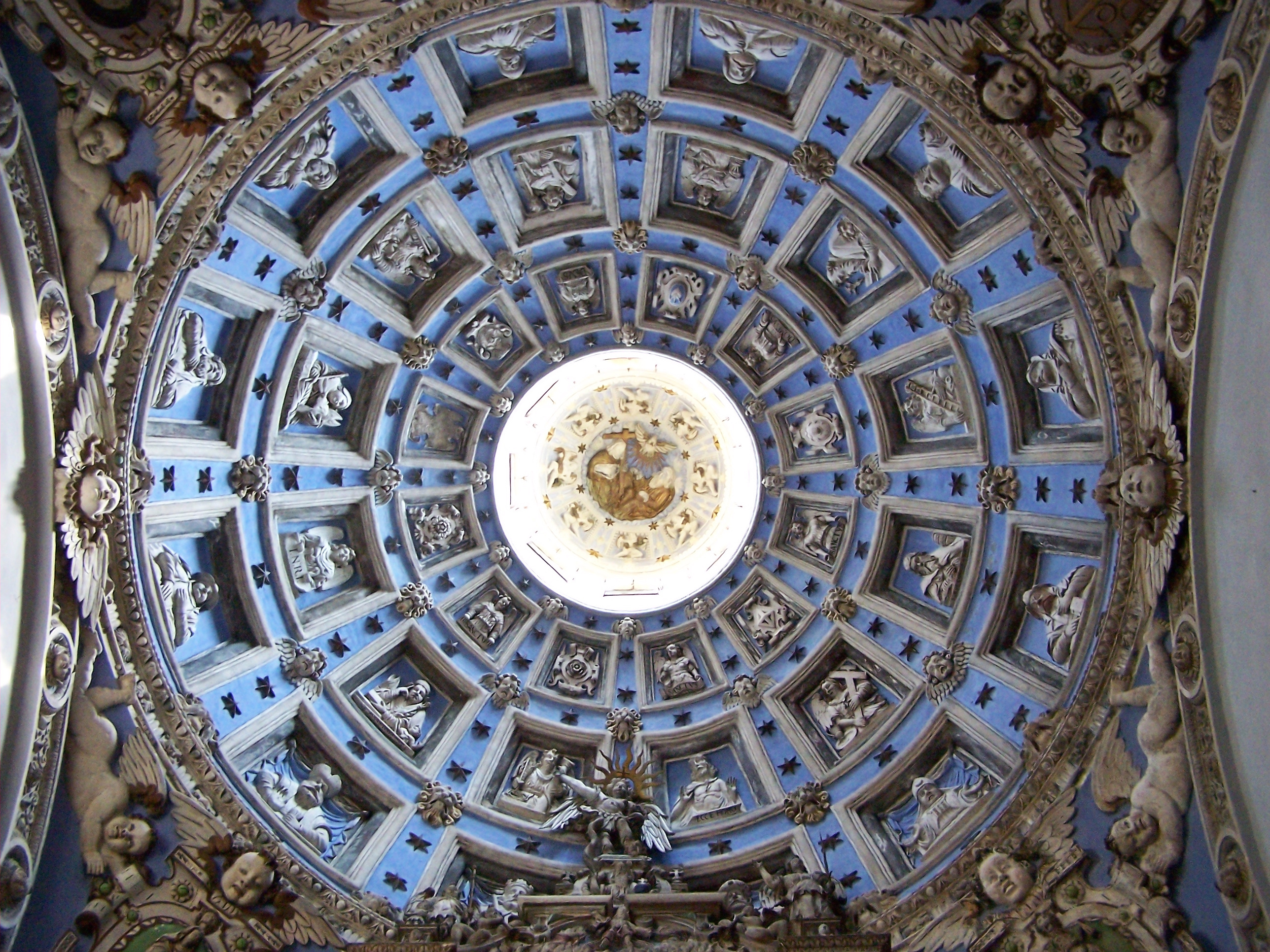
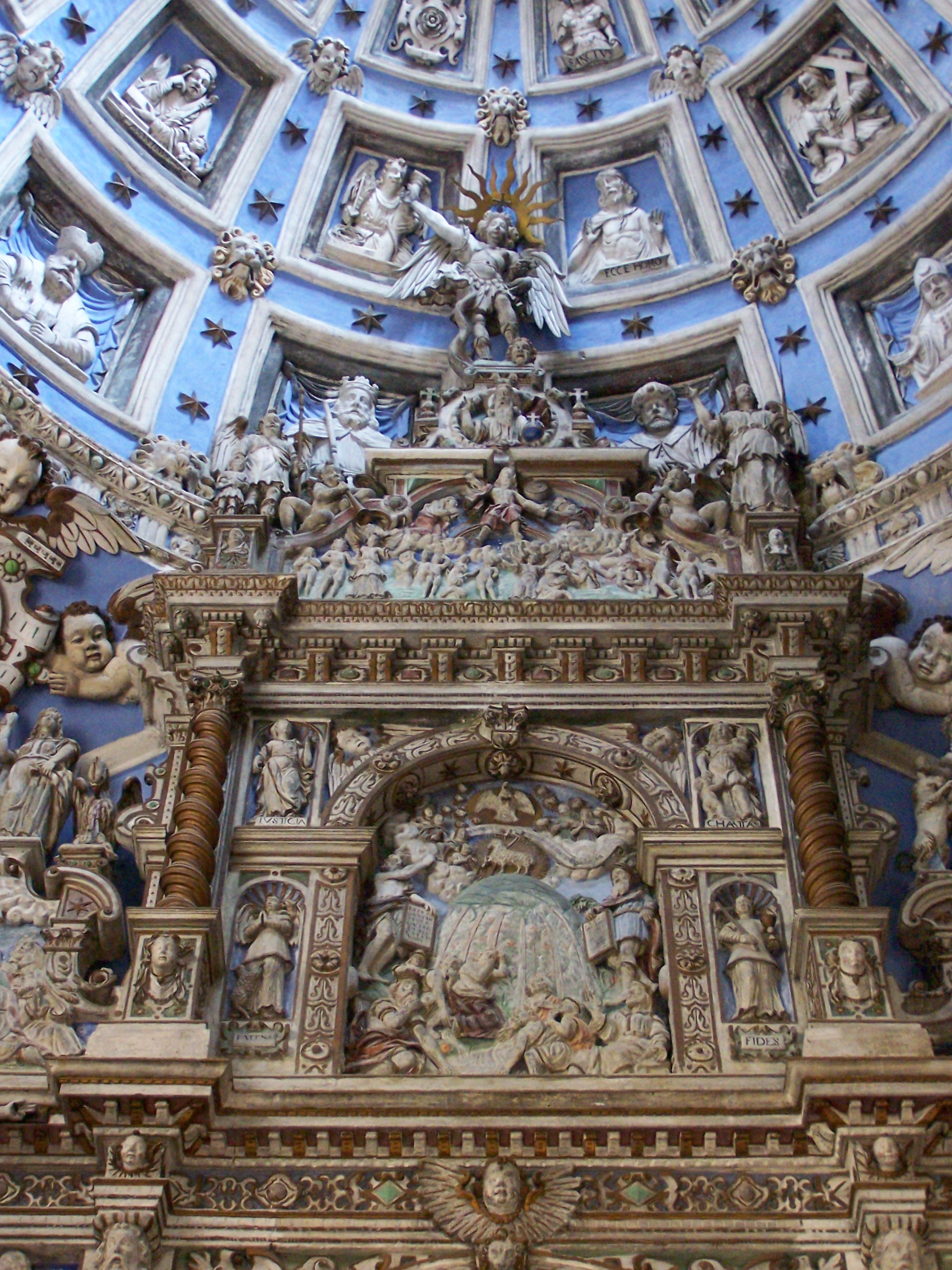
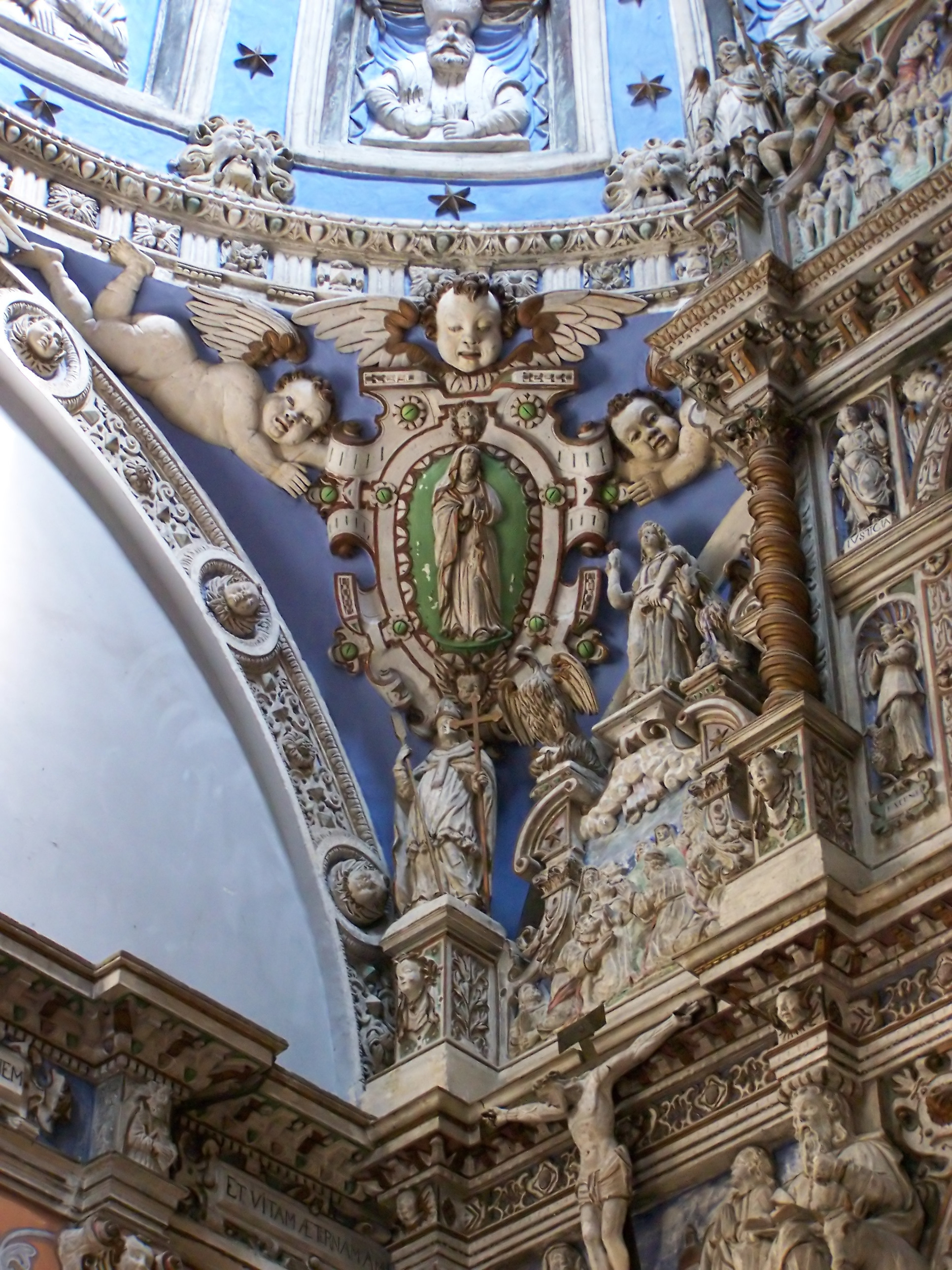
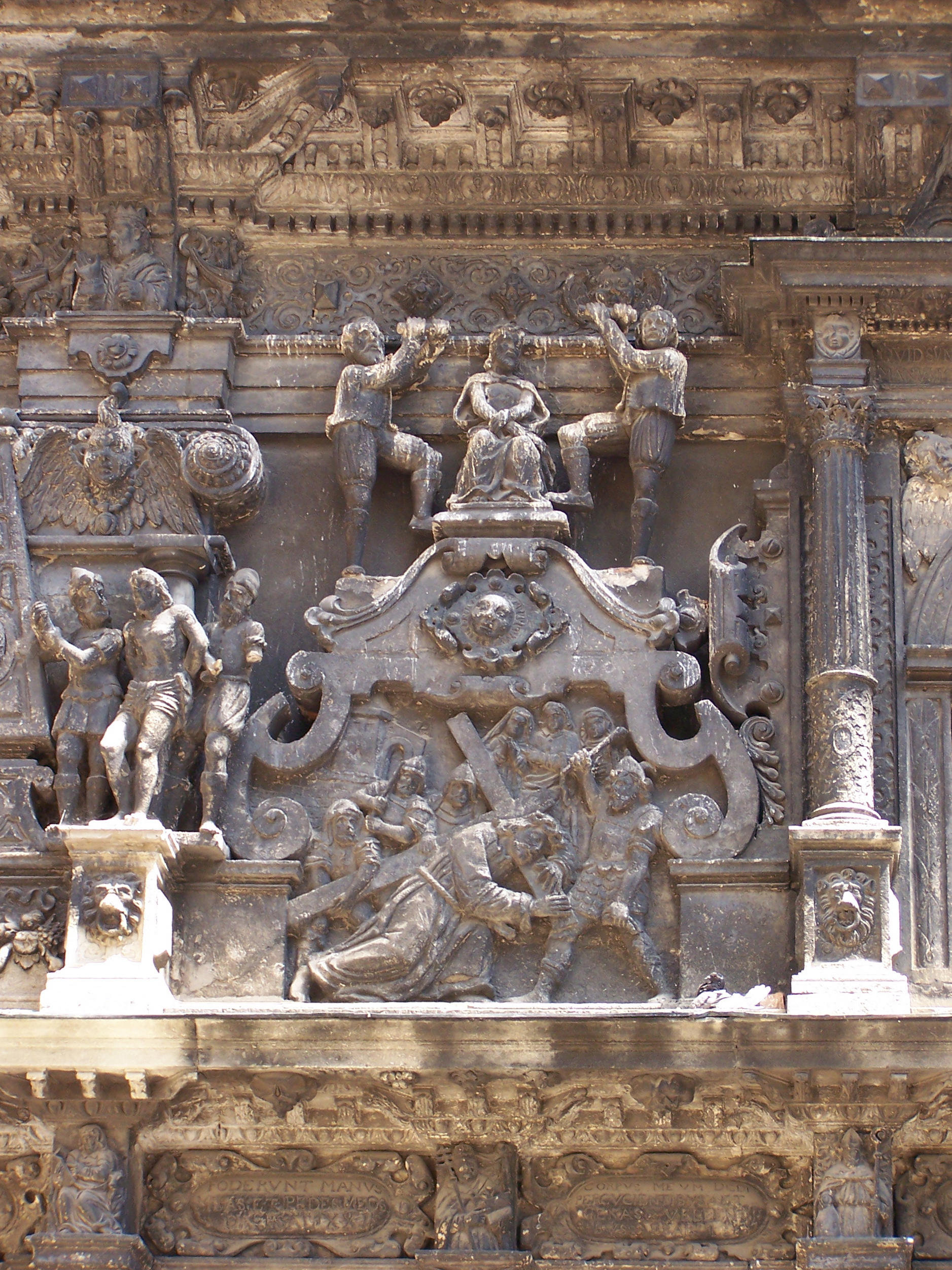